# Битанг, Кларенс
Кларенс Битанг (англ. Clarence Bitang; род. 2 сентября 1992, Дуала) — камерунский футболист, полузащитник иорданского клуба «Аль-Вихдат». Выступал за сборную Камеруна.

## Биография
Кларенс родился в Дуале, крупнейшем городе Камеруна. Когда ему было почти 6 лет, умер его отец. В 2010 году изучал философию в университете Дуалы.
Футбольную карьеру начал в 2010 году в составе клуба «Лез Астр» в возрасте 18 лет. В 2011 году стал игроком тайского клуба «Бурирам Юнайтед». По словам самого хавбека, он послушался своего агента, считая, что тот знает, что будет лучше для его подопечного. Агент обещал хавбеку, что тот пробудет в Таиланде всего один сезон, однако, когда Кларенс увидел, что его агент не выполняет своих обещаний, камерунец самостоятельно вернулся на родину, где недолгое время играл в местном чемпионате.
В 2014 году выступал за «Олимпиакос» в чемпионате Греции. После того как игрокам стали задерживать зарплату, камерунец вновь вернулся на родину.
В 2018 году подписал контракт с клубом «Вардар», за который провёл 43 матча в чемпионате Македонии.
Летом 2019 года перешёл в казахстанский клуб «Кайсар».

## Достижения
«Кайсар»
- Обладатель Кубка Казахстана: 2019